# Penelopides samarensis
Penelopides samarensis là một loài chim trong họ Bucerotidae.